# Hermann Veltmann
Hermann Veltmann (* 18. Februar 1837 in Münster; † 31. Januar 1924 in Wetzlar) war ein Historiker und Archivdirektor.

## Leben
Nach dem Abitur am Gymnasium seiner Vaterstadt Zerbst im Jahr 1856 studierte Veltmann an der Universität Münster 1857–1961 Altphilologie und Geschichte. Er wurde nach weiteren privaten Studien am 11. August 1863 von der philosophischen Fakultät in Münster zum Dr. phil. promoviert. Danach war er Hilfsarbeiter im Provinzialarchiv Westfalen in Münster und wurde im Januar 1866 dort zum königlichen Archivsekretär befördert. Als man sich im Laufe des Jahres 1868 entschied ein
 Königlich Preußischen Staatsarchivs in Osnabrück zu errichten, wurde Veltmann zu dessen Direktor bestellt und übernahm im Februar 1869 die Geschäfte. 17 Jahre war Veltmann Archivdirektor in Osnabrück, ehe er 1886 in gleicher Funktion an das Staatsarchiv Wetzlar wechselte, wo er 1911 pensioniert wurde.

## Schriften (Auswahl)
- De Karoli Martelli Patriciatu, qui vocatur sive consolatu romano. Dissertation. Münster 1863.
- Verzeichnis der Bibliothek und handschriftlichen Sammlungen des Vereins für Geschichte und Landeskunde von Osnabrück. Nachträge I-III. Osnabrück 1879–1885. (Digitalisat)
- Vom Ursprung und Werden der Stadt Wetzlar. - Wetzlars ältester Name?. Wetzlar 1910.
- Von der Reichsstadt Wetzlar. Größe und Verfall und den Ursachen ihres Niederganges. Wetzlar 1914.
- Excerpte aus anscheinend verloren gegangenen Osnabrücker Chroniken. In: Osnabrücker Mitteilungen, Bd. 12 (1882) S. 383–408.
- Das Grabmal des Königs Surbold. In: Osnabrücker Mitteilungen, Bd. 13 (1886) S. 242–262.
- Aachener Prozesse am Reichskammergericht. In: Zeitschrift des Aachener Geschichtsvereins Bd. 18 (1896) S. 77–213; Bd. 20 (1898) S. 9–89; Bd. 21 (1899) S. 1–59.